# Michail Stasinopulos
Michail Stasinopoulos (9. srpna 1903 Messini – 31. října 2002 Athény) byl řecký právník a politik. V letech 1974–1975 byl prezidentem Řecka. Byl prvním, byť dočasným, prezidentem tzv. Třetí helénské republiky, která vznikla po pádu vojenské junty roku 1974. Byl představitelem pravicové politické strany Nová demokracie. V letech 1951–1958 byl rektorem Univerzity Pantheon v Athénách, v padesátých letech zastával též vládní funkce – ministra úřadu vlády a ministra práce. Napsal řadu právních studií, ale i literárních děl, překládal též poezii a prózu z francouzštiny.